# Iassus tetrops
Iassus tetrops är en insektsart som beskrevs av Jacobi 1917. Iassus tetrops ingår i släktet Iassus och familjen dvärgstritar. Inga underarter finns listade i Catalogue of Life.